# ケイマフリ

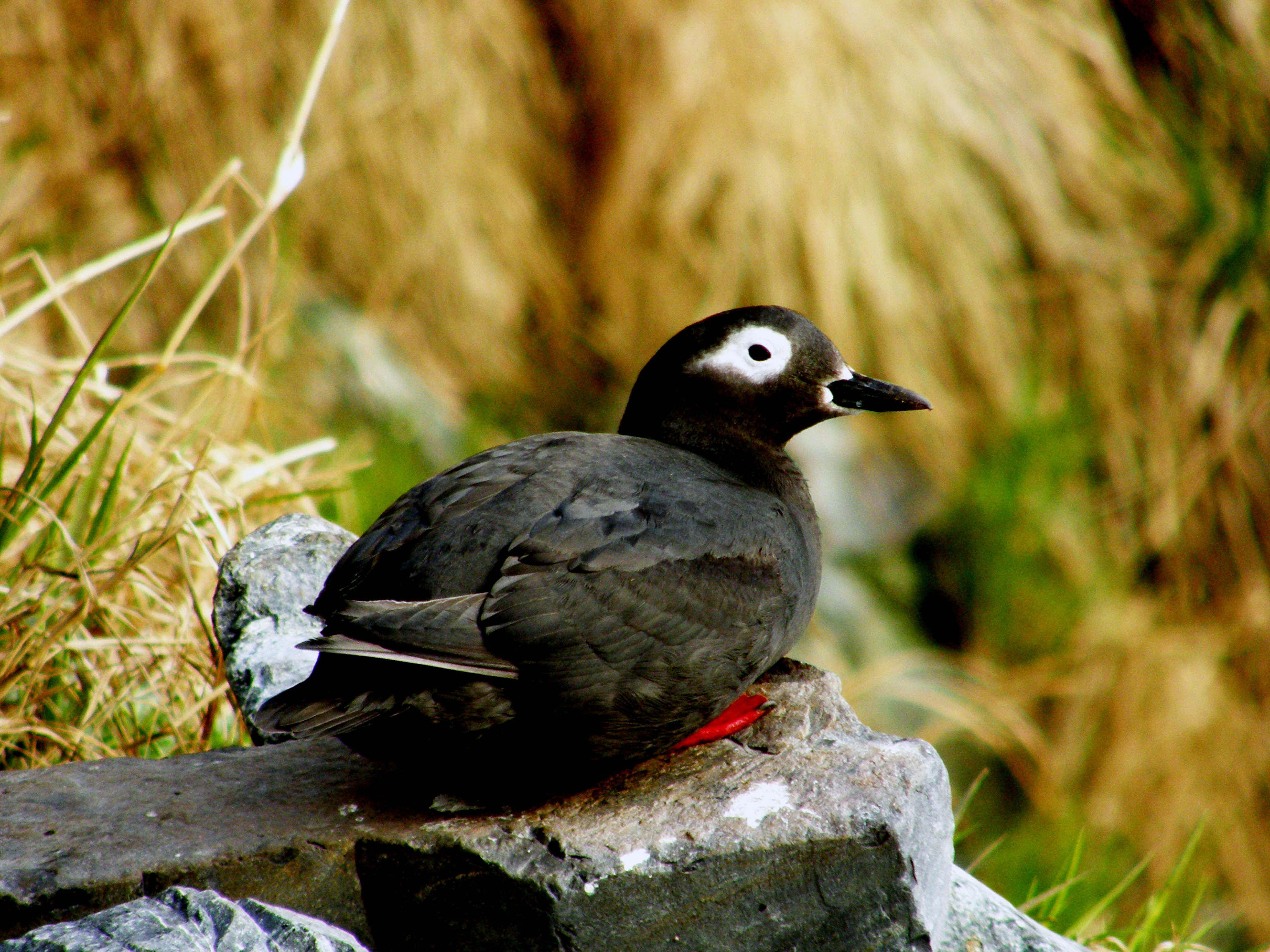
ケイマフリ

ケイマフリ（Cepphus carbo）は、チドリ目ウミスズメ科に分類される海鳥の一種。日本では主に北海道の一部（天売島や知床半島）に生息している。

## 形態
体長は40cmほどで、ハトより少し大きい。夏羽は全身が黒で、目のまわりから目尻にかけて白い。冬羽は目のまわりの白が小さくなってアイリングとなり、喉から腹にかけて白くなる。羽色は近縁種のウミバトに似るが、ウミバトの夏羽は顔が黒くて翼が白く、冬羽ではアイリングがない。
「ケイマフリ」という名称はアイヌ語名のケマフレ（kemahure「足が赤い」の意）に由来し、その名の通り鮮やかな赤橙色の足をもつ。一方、英名の"Spectacled"は「眼鏡をかけた」という意味で、目の周囲の白い模様を指している。
幼鳥の第1回冬羽は成鳥の冬羽に似るが、アイリングが不明瞭。

## 生態
春の繁殖期に断崖に集まり、オスが岩に登ってメスを待ち、交尾する。つがいができると産卵に備えて岩のすき間で小石をどけたり、枯れ草を入れたりして巣をつくる。一度の産卵で2つの卵を産み、雌雄交代で約1ヶ月抱卵し、孵化後は1ヶ月以上（天売島での観察例では40日程度）かけて魚を与えながら雛を育てる。
冬は繁殖地周辺の海上で小さな群れをつくり生活し、あまり姿を見ることはない。潜水してカジカ類などの魚類、小型のカニなどの甲殻類、小型の頭足類などを捕食する。
美しい鳴き声から「海のカナリア」とも呼ばれる。
ウミガラスと同様に、ハシブトガラスやオオセグロカモメなどからの捕食圧が大きい。

## 分布
おもにカムチャツカ半島東岸からオホーツク海、日本海まで分布する。日本では北海道羽幌町天売島、知床半島、積丹半島など北日本の各所に繁殖地が点在するが、本州の沿岸部などより南方で確認されることもある。
天売島は日本国内最大の繁殖地で、個体数は一時200羽を下回ったが、環境省調査で2020年には504羽が飛来し、200つがいが生息するまで回復した。他のつがいの巣を奪う例もあり、生息数増加で営巣に適した場所の取り合いが起きている可能性もある。

## 保全状況評価
- 絶滅危惧II類 (VU)（環境省レッドリスト）